# Spray (Oregon)
Pour les articles homonymes, voir Spray (homonymie).
Spray est une municipalité américaine située dans le comté de Wheeler en Oregon.
Lors du recensement de 2010, sa population est de 160 habitants. La municipalité s'étend sur 0,29 milles carrés (0,75 km2).
La localité est fondée dans les années 1860 et est nommée en l'honneur de l'un de ses premiers habitants, J. F. Spray. Elle devient une municipalité le 18 septembre 1958.